# غوبال شيتي
غوبال شيتي هو سياسي هندي، ولد في 1954 في مومباي في الهند. نشط حزبياً في حزب بهاراتيا جاناتا. وقد انتخب Member of the 17th Lok Sabha ‏ عن دائرة Mumbai North Lok Sabha constituency ‏ وقد انضم خلال فترته النيابية ‏ للكتلة البرلمانية حزب بهاراتيا جاناتا وفي 2014 Indian general election in Mumbai North Lok Sabha constituency ‏، انتخب عضو لوك سابها السادسة عشر ‏ عن دائرة Mumbai North Lok Sabha constituency ‏ وقد انضم خلال فترته النيابية ‏ للكتلة البرلمانية حزب بهاراتيا جاناتا وانتخب Member of Maharashtra Legislative Assembly ‏.